# 胡绍山
胡绍山（1916年—2000年9月25日），曾用名胡少三，出生于河南省新县卡房乡胡河村，中国人民解放军将领。

## 生平

### 民国时期
幼时在家拾柴、放牛。1929年参加红军，同年6月加入中国共产主义青年团，1936年加入中国共产党。第一次国共内战时期，先后任红十一师经理处公务员、师政治部宣传队队员、红四方面军总政治部宣传队队员、川陕省苏维埃新剧团队长、红四方面军第四军军长警卫员。1932年10月，随红四方面军主力转移川陕。在创建川陕根据地的斗争中，参加了攻打四川的南江、通江、广元及反四川军阀田颂尧的“三路围攻”和刘湘的“六路围攻”等战役。1935年3月，为策应中央红军北上，随部强渡嘉陵江，打开剑门关，连克昭化、剑阁、梓桐、理番等数城。参加了长征。
抗日战争时期，任八路军太行山二分区独立支队连长、营长，一二九师新编第十旅二十八团营长，太行山二分区三十九团副团长。1942年，入抗大总校学习，1946年，任保安第一旅三团副团长。参加了百团大战、黄岩洞保卫战等战役。
第二次国共内战时期，任第四野战军四十四军一三。师三八九团团长。参加了临江保卫战、两次四平战役，辽沈战役中的锦州攻坚战、辽西大会战，平津战役中的唐中战役、天津战役。北平和平解放后，随军南下广州、深圳。

### 人民共和国时期
中华人民共和国成立后，率部参加朝鲜战争。回国后任中国人民解放军第44军130师参谋长、副师长，海军航空兵第三师代师长，海军航空兵第二航空学校副校长。1955年被授予大校军衔。荣获三级八一勋章、二级独立自由勋章、二级解放勋章。1988年荣获二级红星功勋荣誉章。1966年离休。2000年9月25日在安徽芜湖逝世。